# Gemeinde Sevnica

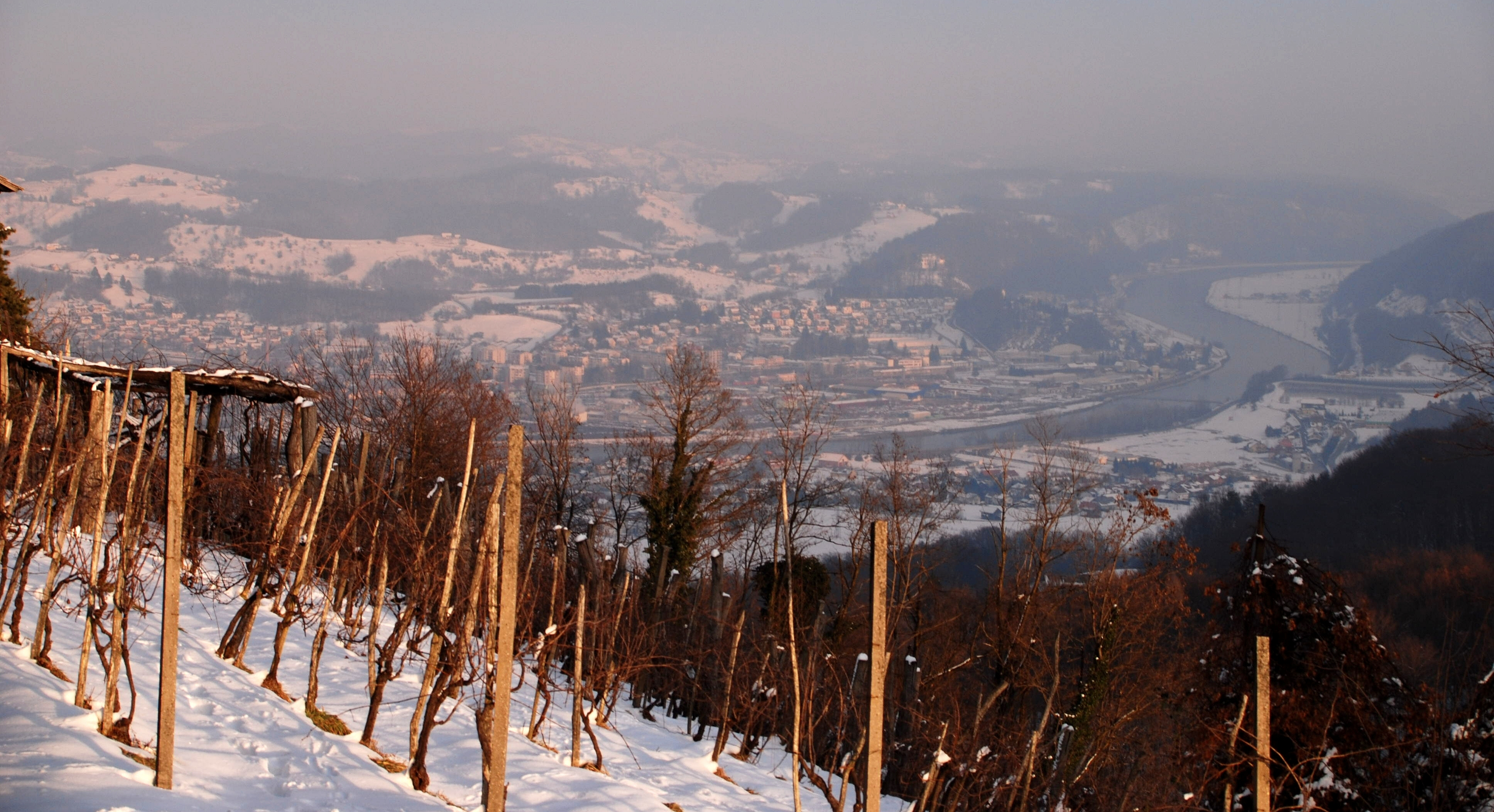
Sevnica an der Save

Die Gemeinde Sevnica (Aussprache [ˈséːwnitsa], anhörenⓘ; slowenisch Občina Sevnica) ist eine 115 Orte und Siedlungen umfassende Gemeinde in der historischen Landschaft Untersteiermark (Region Posavje) in Slowenien. Sie trägt den Namen ihres Hauptortes, der Stadt Sevnica.

## Lage
Die Gemeinde liegt im Osten Sloweniens beidseits der Save und an der Bahn-Hauptstrecke Ljubljana-Zagreb. Von Sevnica nach Trebnje gibt es eine lokale, 31 Kilometer lange Eisenbahnlinie.

## Orte und Siedlungen der Gemeinde
- Apnenik pri Boštanju, (dt. Kalchberg bei Sauenstein)
- Arto (Sevnica), (dt. Harth in der Steiermark)
- Birna vas, (dt. Birndorf)
- Blanca (Sevnica), (dt.  Schellenberg in der Steiermark)
- Boštanj, (dt. Sauenstein)
- Breg, (dt. Rain)
- Brezovo, (dt. Friesach bei Lichtenwald)
- Budna vas, (dt. Wudendorf)
- Cerovec, (dt. Trauberg)
- Dedna Gora, (dt. Dedenberg in der Steiermark)
- Dolenji Boštanj, (dt. Untersauenstein)
- Dolnje Brezovo, (dt. Unterfriesach)
- Dolnje Impolje, (dt. Unterimpelhof)
- Dolnje Orle, (dt. Unterorle)
- Drožanje, (dt. Drosheim)
- Drušče, (dt. Schraufüß)
- Čanje, (dt. Schein)
- Čelovnik, (dt. Tschelounik)
- Češnjice, (dt. Kerschdorf bei Lichtenwald)
- Gabrijele, (dt. Sankt Gabriel)
- Gabrje, (dt. Gabersdorf)
- Gornje Brezovo, (dt. Oberfriesach)
- Gornje Impolje, (dt. Oberimpelhof)
- Gornje Orle, (dt. Oberorle)
- Goveji Dol, (dt. Gowidoll)
- Hinje, (dt. Hinnach)
- Hudo Brezje, (dt.  Teufelsbirken)
- Jablanica, (dt. Jablanitz in der Steiermark)
- Jelovec, (dt. Jellowetz bei Lichtenwald)
- Jeperjek, (dt. Jeperjegg)
- Kal pri Krmelju, (dt. Kall in der Steiermark)
- Kamenica, (dt. Kamenza bei Lichtenwald)
- Kaplja vas, (dt. Kappelsdorf)
- Kladje nad Blanco, (dt. Oberklad)
- Kladje pri Krmelju, (dt. Grafenegg in der Steiermark)
- Koludrje, (dt. Koluderje)
- Kompolje, (dt. Gimpel)
- Konjsko, (dt. Roßbach in der Steiermark)
- Krajna Brda, (dt. Kreinawerda)
- Križ, (dt. Kreuzdorf bei Lichtenwald)
- Krmelj, (dt. Kermel)
- Krsinji Vrh, (dt. Kersinwerch)
- Laze pri Boštanju, (dt. Lase bei Sauenstein)
- Ledina, (dt. Terfriet, auch Ledin)
- Leskovec v Podborštu, (dt. Leskouz in Podworst)
- Log, (dt. Auen bei Lichtenwald, auch Hoflack)
- Loka pri Zidanem Mostu, (dt. Laack bei Steinbrück)
- Lončarjev Dol, (dt. Hafnerthal)
- Lukovec, (dt. Lukouz in der Steiermark)
- Mala Hubajnica, (dt. Kleinhubainza)
- Malkovec, (dt.  Malkowitz in der Steiermark)
- Marendol,
- Metni Vrh, (dt. Mettenberg in der Steiermark)
- Mrtovec, (dt. Mertouz in der Steiermark)
- Mrzla Planina, (dt. Kaltenalpe)
- Novi Grad, (dt. Obererkenstein)
- Okroglice, (dt. Kroglitz)
- Orehovo, (dt. Nußdorf bei Lichtenwald)
- Orešje nad Sevnico, (dt. Nusswald)
- Osredek pri Hubajnici, (dt. Oßredegg bei Hubainza)
- Osredek pri Krmelju, (dt. Oßredegg bei Kermel)
- Otavnik, (dt. Ottaunik)
- Pavla vas, (dt. Paulendorf)
- Pečje, (dt. Petschje bei Lichtenwald)
- Pijavice, (dt. Piawitz)
- Podboršt, (dt. Podworst in der Steiermark)
- Podgorica, (dt. Pogoritz, auch Wirthschaft)
- Podgorje ob Sevnični, (dt. Auenberg in der Steiermark)
- Podvrh, (dt. Podwerch)
- Poklek nad Blanco, (dt. Fallenstein ob Schellenberg)
- Polje pri Tržišču, (dt. Feldern)
- Ponikve pri Studencu, (dt. Ponikel bei Brünndl)
- Preska, (dt. Preska in der Steiermark)
- Prešna Loka, (dt. Pressenlack)
- Primož, (dt. Sankt Primus bei Lichtenwald)
- Radež, (dt. Rades)
- Radna, (dt. Ruckenstein)
- Račica, (dt. Ratschitza in der Steiermark)
- Razbor, (dt. Rasbor bei Steinbrück)
- Rogačice, (dt. Rogatschitza)
- Rovišče pri Studencu, (dt. Königstein in der Steiermark)
- Selce nad Blanco, (dt. Selzach in der Steiermark)
- Sevnica, (dt. Lichtenwald)
- Skrovnik, (dt. Skrounig)
- Slančji Vrh, (dt. Schleinitzberg)
- Slap, (dt. Sankt Peter bei Lichtenwald)
- Spodnje Mladetiče, (dt. Untermladatitsche)
- Spodnje Vodale, (dt. Unterwodale)
- Srednik, (dt. Schrieden)
- Stržišče, (dt. Strassitz)
- Studenec, (dt. Bründl in der Steiermark)
- Svinjsko, (dt. Swinsko)
- Šentjanž, (dt. Johannisthal in der Steiermark)
- Šentjur na Polju, (dt. Sankt Georgen im Felde)
- Škovec, (dt.  Sikkowitzberg)
- Šmarčna, (dt. Schwarzna)
- Štajngrob, (dt. Steingruben bei Lichtenwald)
- Telče, (dt. Teltsche)
- Telčice, (dt.  Teltschitz in der Steiermark)
- Trnovec, (dt. Ternowetz bei Lichtenwald)
- Trščina, (dt. Terschein)
- Tržišče, (dt. Tersisch)
- Velika Hubajnica, (dt. Großhubainza)
- Veliki Cirnik, (dt. Großzirnik bei Lichtenwald)
- Vranje, (dt. Rabensbach bei Lichtenwald)
- Vrh pri Boštanju, (dt. Werch bei Sauenstein)
- Vrhek, (dt. Werschegg)
- Zabukovje nad Sevnico, (dt. Buchern)
- Zavratec, (dt. Sauratz in der Steiermark)
- Zgornje Mladetiče, (dt. Obermladatitsche)
- Zgornje Vodale, (dt. Oberwodale)
- Znojile pri Studencu, (dt. Snaile)
- Žigrski Vrh, (dt. Siegersberg)
- Žirovnica, (dt. Schironzach)
- Žurkov Dol (dt. Schurkenthal)

## Nachbargemeinden
| Radeče             | Laško                                       | Šentjur |
| Litija, Šentrupert | Kompassrose, die auf Nachbargemeinden zeigt | Krško   |
| Mokronog-Trebelno  | Skocjan                                     | Krško   |

## Geschichte

### Zweiter Weltkrieg
Während des Zweiten Weltkriegs wurde das Gebiet vom Deutschen Reich annektiert. Die Mehrheit der slowenischen Einwohner wurden vertrieben, um ethnische Deutsche aus dem Kreis Gottschee anzusiedeln.
Am Kriegsende entstanden auf dem heutigen Gemeindegebiet Massengräber, von denen bisher 13 dokumentiert wurden.

## Persönlichkeiten
- Titus Mareck (1819–1851), Abgeordneter zur Frankfurter Nationalversammlung
- Karl Ausserer (1883–1950), Historiker, Bibliothekar und Archivar
- Wilma Schalk-Niedermayer (1906–1998), Keramikerin, Bildhauerin und Malerin
- Janko Prunk (* 1942), Historiker und Politiker
- Melania Trump (* 1970), ehemaliges Model, Ehefrau des 45. US-Präsidenten Donald Trump
- Kristina Erman (* 1993), Fußballspielerin